# 문헌황후
문헌황후 독고씨(중국어 정체자: 文獻皇后 獨孤氏, 병음: Wénxiànhuánghòu Dúgūshì, 543년 ~ 602년)는 중국 수나라 최초의 황후이며, 수 문제 양견의 정실부인이다. 원래 이름은 독고가라(중국어 정체자: 獨孤伽羅, 병음: Dúgū Jiāluó 두구자뤄[*])이다.

## 생애
서위의 선비족 대도독 대사마(大司馬) 독고신(獨孤信)의 7녀로 태어났다. 독고신은 큰딸을 북주 명제 우문육의 황후로 보냈으며, 4녀를 당국공 이병에게 보냈는데, 그 사이에서 난 아이가 바로 당 고조 이연이다. 독고신의 4녀는 아들인 이연에 의해 원정황후로 추증되었다. 독고가라는 14세 때에 대사공 양충의 자제 양견과 가례를 올렸다. 이때 독고가라는 양견에게 조건을 내걸었는데, 자신 이외의 어떠한 여인에게서도 자식을 보지 말라는 약속이었다. 실제로 양견은 다섯 명의 아들들을 모두 독고가라에게서 얻었고, 신하들에게 '과인의 아들들은 모두 한 어미의 소생이라 자식들 간에 황제 자리를 놓고 다툴 일은 없을 것이다'라고 자랑하기도 하였다.
581년, 양견이 외손자 정제를 몰아내고 나라를 세우려 할 때, 독고가라는 그에게 밀서를 보내 '당신은 이미 하루에 천 리를 달리는 호랑이 등에 올라탄 처지이니 이제는 내릴 수 없는 상황이다.'는 내용의 편지를 보냈다. 밀서를 본 양견이 결단을 내리고 북주를 무너뜨려 나라를 세우니 이 나라가 바로 수나라이다.
독고가라는 황후가 되어 양견을 옆에서 보좌하였으며, 평소 금욕적인 성격과 가례 때 맺은 약속 때문에 양견과 후궁 문제로 다투기도 하였다. 양견은 황후의 질투심 때문에 후궁을 셋 이상 두지 못하였다. 양견이 모반죄로 처형된 울지형(尉遲逈)의 딸 울지씨를 총애하자 독고가라는 그녀의 목을 베었고, 잘린 머리를 상자에 넣어 양견에게 보였다. 양견은 큰 충격과 분노로 궁을 뛰쳐나갔는데 재상 고경이 찾아와 일개 부인의 일로 천하의 정치를 버려둘 수 있겠냐며 양견을 설득하자 양견은 궁으로 돌아갔다. 그러나 독고가라는 자신을 '일개 부인'으로 표현한 고경에게 사약을 내렸다.
이처럼 질투심이 대단했던 독고가라는 첩을 총애하는 대신들에게 벌을 내리거나 파직시킬 것을 권하기도 하였다. 또한 아들들이 첩을 두는 것도 싫어하였는데, 아들 양용의 애첩 운소훈을 미워하여 양용에게 그녀를 폐할 것을 종용하였다. 양용이 말을 듣지 않자 독고가라는 아들을 미워하게 되었고, 자신이 추천한 태자비 원씨가 급사하자 양용이 독살하였다고 믿었다. 한편 독고가라의 차남인 양광은 양용과는 달리 어머니의 비위를 잘 맞추었고 후궁을 두지 않는 등 처신을 잘 하여 마침내 독고가라는 양견에게 건의하여 태자를 폐출시키고 양광을 태자로 세웠다.
독고가라는 602년 8월에 영안궁에서 한질로 사망했다. 향년 60세였다. 자녀로는 5남 4녀가 있다.

## 평가
독고가라는 정치적으로는 백성들에게 인자하고 존경받는 황후였다. 공과 사를 구분하여 형제들을 비롯한 친척들을 엄격하게 단속하였으며 자신의 피붙이라 해도 죄를 지은 경우에는 용서하지 않았다. 또한 원로 대신들에게는 예를 갖추었고 딸들의 몸가짐에도 각별히 신경을 쓰도록 하였다. 수나라가 세워진 후 독고가라는 양견이 국사를 논할 때마다 그 내용을 유심히 듣다가 잘못된 점이 있으면 의견을 내었고, 문제는 황후의 건의를 대부분 받아들였다. 이에 조정 대신들은 양견과 독고가라를 가리켜 '두 황제'로 칭하기도 하였다. 나라가 안정기에 접어든 뒤 양견이 정사를 소홀히 하자 독고가라는 그를 끊임없이 설득하였고, 그녀의 죽고나서 양견은 중병에 걸리자 독고가라가 살아 있었다면 이렇게까지는 되지 않았을 거라고 한탄하였다.

## 자녀
- 양용
- 양광
- 양준
- 양수
- 양량
- 낙평공주 - 북주 선제의 황후
- 난릉공주
- 광평공주
- 의성공주

## 대중 문화
- 리샹친 - 1987년, TVB 드라마 《대운하》
- 셰린 - 1996년, CCTV 드라마 《수당연의》
- 왕첸 - 1999년, CTV 드라마 《화목란》
- 정동숙 - 2006년, SBS 드라마 《연개소문》
- 징펑링 - 2008년, 드라마 《수양제》
- 조앤 첸 - 2012년, 장쑤위성 드라마 《수당영웅》
- 쑹자 - 2013년, 드래곤 TV 드라마 《수당연의》
- 판훙 - 2013년, 동난 위성 드라마 《건괵대장군》
- 후빙칭 - 2018년, 텐센트 TV 드라마 《독고천하》
- 천차오언 - 2019년, 아이치이 드라마 《독고황후》